# Championnat de France de rugby à XV 2022-2023
Navigation
Top 14 2021-2022 Top 14 2023-2024
La saison 2022-2023 de Top 14 est la 124e édition du championnat de France de rugby à XV. Elle oppose pour la 18e année consécutive les quatorze meilleures équipes professionnelles de rugby à XV françaises. La saison débute le 3 septembre 2022 et se termine le 17 juin 2023 lors de la finale pour le titre de champion de France.
Le Montpellier HR est tenant du titre après s'être imposé contre le Castres olympique en finale lors de la saison précédente. L'Aviron bayonnais, champion de France de deuxième division en titre.

## Présentation

### Participants
Les équipes engagées dans la compétition sont les 12 premiers au classement de l'édition précédente, ainsi que l'Aviron bayonnais promu de Pro D2, à savoir le champion de France de deuxième division et le gagnant du match d'accession 2022 :
| \| Aviron bayonnais Union Bordeaux Bègles CA Brive Castres · olympique ASM Clermont Lyon OU Montpellier HR Section paloise USA Perpignan Racing 92 Stade rochelais Stade français Paris RC Toulon Stade toulousain \| Localisation des clubs engagés en championnat. |
| Aviron bayonnais Union Bordeaux Bègles CA Brive Castres · olympique ASM Clermont Lyon OU Montpellier HR Section paloise USA Perpignan Racing 92 Stade rochelais Stade français Paris RC Toulon Stade toulousain                                                      |

Depuis le début de l'ère professionnelle en 1998, quatre clubs n'ont jamais été relégués : le Stade toulousain, l'ASM Clermont, le Stade français Paris et le Castres olympique. Montpellier HR connaît également le format à 14 équipes sans interruption depuis la création du Top 14 en 2005.
Dans la liste détaillée des équipes participantes, les clubs sont classés en fonction de leur classement général au Championnat de France professionnel de la saison précédente.
| Club                  | Dernière montée | Budget en M€ | Classement 2021-2022 | Entraîneur en chef              | Stade                                     | Capacité | Compétition européenne 2022-2023 |
| --------------------- | --------------- | ------------ | -------------------- | ------------------------------- | ----------------------------------------- | -------- | -------------------------------- |
| Castres olympique     | 1989            | 23,4         | 1er                  | Pierre-Henry Broncan            | Stade Pierre-Fabre, Castres               | 12 500   | Champions Cup                    |
| Montpellier HR        | 2003            | 30,4         | 2e                   | Philippe Saint-André            | GGL Stadium, Montpellier                  | 15 697   | Champions Cup                    |
| Union Bordeaux Bègles | 2011            | 29,7         | 3e                   | Julien Laïrle Frédéric Charrier | Stade Chaban-Delmas, Bordeaux             | 34 694   | Champions Cup                    |
| Stade toulousain      | 1907            | 43,7         | 4e                   | Ugo Mola                        | Stade Ernest-Wallon, Toulouse             | 19 500   | Champions Cup                    |
| Stade rochelais C1    | 2014            | 30,8         | 5e                   | Ronan O'Gara                    | Stade Marcel-Deflandre, La Rochelle       | 16 000   | Champions Cup                    |
| Racing 92             | 2009            | 29,4         | 6e                   | Laurent Travers                 | Paris La Défense Arena, Nanterre          | 32 000   | Champions Cup                    |
| ASM Clermont          | 1925            | 32,5         | 7e                   | Christophe Urios                | Stade Marcel-Michelin, Clermont-Ferrand   | 19 022   | Champions Cup                    |
| RC Toulon             | 2008            | 38,3         | 8e                   | Pierre Mignoni                  | Stade Mayol, Toulon                       | 18 200   | Challenge Cup                    |
| Lyon OU C2            | 2016            | 34,6         | 9e                   | Xavier Garbajosa                | Matmut Stadium Gerland, Lyon              | 35 029   | Champions Cup                    |
| Section paloise       | 2015            | 24,6         | 10e                  | Sébastien Piqueronies           | Stade du Hameau, Pau                      | 14 588   | Challenge Cup                    |
| Stade français        | 1997            | 41,3         | 11e                  | Gonzalo Quesada                 | Stade Jean-Bouin, Paris                   | 20 000   | Challenge Cup                    |
| CA Brive              | 2019            | 19,8         | 12e                  | Patrice Collazo                 | Stade Amédée-Domenech, Brive-la-Gaillarde | 13 979   | Challenge Cup                    |
| USA Perpignan         | 2021            | 17,8         | 13e                  | Patrick Arlettaz                | Stade Aimé-Giral, Perpignan               | 14 593   | Challenge Cup                    |
| Aviron bayonnais      | 2022            | 21,6         | 2e (Pro D2)          | Grégory Patat                   | Stade Jean-Dauger, Bayonne                | 18 069   | Challenge Cup                    |

Légende des couleurs et abréviations :

### Calendrier
La LNR publie le calendrier de la nouvelle saison le 10 mai 2022.
| Nom                                            | Date                                   | Équipes participantes |
| ---------------------------------------------- | -------------------------------------- | --------------------- |
| Phase régulière                                |                                        |                       |
| Matchs aller                                   | Matchs aller                           | 14                    |
| 1re journée 13e journée, Boxing Day            | 3 et 4 septembre 2022 24 décembre 2022 | 14                    |
| Matchs retour                                  |                                        | 14                    |
| 14e journée Fan Days 26e journée               | 27 mai 2023                            | 14                    |
| Phase finale                                   |                                        |                       |
| Barrages                                       | 3 juin 2023                            | 4                     |
| Barrage d'accession                            | 3 juin 2023                            | 2 (1 + 1)             |
| Demi-finales                                   | 10 juin 2023, à Saint-Sébastien        | 4                     |
| Finale                                         | 17 juin 2023, au Stade de France       | 2                     |
| En italique : club issu de division inférieure |                                        |                       |

## Compétition

### Saison régulière
La saison régulière voit les 14 équipes s'affronter en matchs aller/retour sur 26 journées. Le calendrier des journées est établi par le Comité Directeur en amont de la première journée.
A l'issue de la saison régulière, les six meilleures équipes au classement accèdent à la phase finale, tandis que la 13e équipe au classement participe au match d'accession contre le finaliste de Pro D2 et que la dernière équipe au classement est reléguée en Pro D2.

#### Classement
Le classement de la saison régulière est établi en fonction des points terrain auxquels sont ajoutés les points de bonus et retranchés, le cas échéant, les points de pénalisation.
Une équipe remporte 4 points terrain par victoire, 2 points terrain par match nul, 0 point par défaite. Une équipe perd 2  points terrain en cas de forfait ou de disqualification, tandis que l'équipe adverse en emporte 5.
Une équipe remporte 1 point de bonus offensif si elle marque 3 essais ou plus que son adversaire lors d'une même rencontre, et remporte 1 point de bonus défensif si elle perd de 5 points ou moins.
Si deux ou plusieurs équipes se trouvent à égalité au classement de la saison régulière, les facteurs suivants sont pris en compte pour les départager :
1. Nombre de points terrain, de bonus et de pénalisation obtenus sur l'ensemble des rencontres ayant opposé les équipes concernées ;
2. Goal-average sur l'ensemble de la compétition ;
3. Goal-average sur l'ensemble des rencontres ayant opposé les équipes concernées ;
4. Différence entre le nombre d'essais marqués et concédés sur l'ensemble des rencontres ayant opposé les équipes concernées ;
5. Différence entre le nombre d'essais marqués et concédés sur l'ensemble de la compétition ;
6. Nombre de points marqués dans toutes les rencontres de la compétition ;
7. Nombre d'essais marqués dans toutes les rencontres de la compétition ;
8. Nombre de forfaits n'ayant pas entraîné de forfait général de la compétition ;
9. Classement général durant la saison précédente du championnat[Note 1].

| Rang | Club                  | J  | V  | N | D  | Em | Ee | Bo | Bd | Pm  | Pe  | Diff | Pts |
| ---- | --------------------- | -- | -- | - | -- | -- | -- | -- | -- | --- | --- | ---- | --- |
| 1    | Stade toulousain      | 26 | 17 | 1 | 8  | 76 | 44 | 9  | 2  | 682 | 474 | +208 | 81  |
| 2    | Stade rochelais C1    | 26 | 17 | 0 | 9  | 75 | 48 | 7  | 3  | 673 | 479 | +194 | 78  |
| 3    | Lyon OU               | 26 | 14 | 1 | 11 | 81 | 60 | 4  | 5  | 690 | 626 | +64  | 67  |
| 4    | Stade français Paris  | 26 | 13 | 2 | 11 | 63 | 48 | 5  | 6  | 616 | 480 | +136 | 67  |
| 5    | Racing 92             | 26 | 14 | 1 | 11 | 80 | 77 | 5  | 3  | 734 | 684 | +50  | 66  |
| 6    | Union Bordeaux Bègles | 26 | 13 | 1 | 12 | 53 | 48 | 4  | 5  | 576 | 501 | +75  | 63  |
| 7    | RC Toulon C2          | 26 | 14 | 0 | 12 | 65 | 57 | 3  | 2  | 588 | 557 | +31  | 61  |
| 8    | Aviron bayonnais P    | 26 | 13 | 1 | 12 | 57 | 75 | 2  | 2  | 596 | 662 | -66  | 58  |
| 9    | Castres olympique     | 26 | 13 | 1 | 12 | 43 | 58 | 1  | 2  | 532 | 635 | -103 | 57  |
| 10   | ASM Clermont          | 26 | 11 | 1 | 14 | 68 | 67 | 4  | 6  | 588 | 627 | -39  | 56  |
| 11   | Montpellier HR T      | 26 | 11 | 0 | 15 | 68 | 62 | 4  | 6  | 624 | 617 | +7   | 54  |
| 12   | Section paloise       | 26 | 10 | 1 | 15 | 64 | 72 | 5  | 5  | 591 | 634 | -43  | 52  |
| 13   | USA Perpignan         | 26 | 10 | 0 | 16 | 54 | 87 | 0  | 3  | 503 | 726 | -223 | 43  |
| 14   | CA Brive              | 26 | 7  | 0 | 19 | 41 | 85 | 1  | 7  | 440 | 731 | -291 | 36  |

Phase finale
- 1er et 2e : demi-finales
- 3e à 6e : barrages

Relégation en Pro D2 2023-2024
- 13e : match d'accession
- 14e : relégation

Compétitions européennes 2023-2024
- 1er à 6e : phase de poule en Champions Cup
- 7e et C2 ou 8e[Note 2] : phase de poule en Champions Cup
- 9e à 12e : phase de poule en Challenge Cup

Abréviations
- T : Tenant du titre
- P : Promu de Pro D2
- C1 : Vainqueur de la Champions Cup 2022-2023
- C2 : Vainqueur de la Challenge Cup 2022-2023

##### Leader par journée
|     | —— | —— | ——               | ——               | ——               | ——               | ——               | ——               | ——               | ——               | ——               | ——               | ——               | ——               | ——               | ——               | ——               | ——               | ——               | ——               | ——               | ——               | ——               | ——               | ——               | —— |  |
| RCT | ST | SR | Stade toulousain | Stade toulousain | Stade toulousain | Stade toulousain | Stade toulousain | Stade toulousain | Stade toulousain | Stade toulousain | Stade toulousain | Stade toulousain | Stade toulousain | Stade toulousain | Stade toulousain | Stade toulousain | Stade toulousain | Stade toulousain | Stade toulousain | Stade toulousain | Stade toulousain | Stade toulousain | Stade toulousain | Stade toulousain | Stade toulousain |    |  |
|     |    |    |                  |                  |                  |                  |                  |                  |                  |                  |                  |                  |                  |                  |                  |                  |                  |                  |                  |                  |                  |                  |                  |                  |                  |    |  |
|     |    |    |                  |                  |                  |                  |                  |                  |                  |                  |                  |                  |                  |                  |                  |                  |                  |                  |                  |                  |                  |                  |                  |                  |                  |    |  |
| 1   | 2  | 3  | 4                | 5                | 6                | 7                | 8                | 9                | 10               | 11               | 12               | 13               | 14               | 15               | 16               | 17               | 18               | 19               | 20               | 21               | 22               | 23               | 24               | 25               | 26               |    |  |

##### Dernier par journée
|    | ——   | ——   | ——   | —— | —— | ——   | ——   | ——  | ——  | ——  | ——  | ——  | ——   | ——   | ——   | ——   | ——  | ——  | ——  | ——  | ——  | ——  | ——  | ——  | ——  | —— |  |
| AB | USAP | USAP | USAP | SP | SP | USAP | USAP | CAB | CAB | CAB | CAB | CAB | USAP | USAP | USAP | USAP | CAB | CAB | CAB | CAB | CAB | CAB | CAB | CAB | CAB |    |  |
|    |      |      |      |    |    |      |      |     |     |     |     |     |      |      |      |      |     |     |     |     |     |     |     |     |     |    |  |
|    |      |      |      |    |    |      |      |     |     |     |     |     |      |      |      |      |     |     |     |     |     |     |     |     |     |    |  |
| 1  | 2    | 3    | 4    | 5  | 6  | 7    | 8    | 9   | 10  | 11  | 12  | 13  | 14   | 15   | 16   | 17   | 18  | 19  | 20  | 21  | 22  | 23  | 24  | 25  | 26  |    |  |

#### Résultats
L'équipe qui reçoit est indiquée dans la colonne de gauche.
| Résultats (▼dom., ►ext.) | BAY   | BOR   | BRI   | CAS   | CLE   | LYO   | MON   | SFR   | PAU   | PER   | RAC   | LAR   | TLN   | TLS   |
| Aviron bayonnais         | —     | 20-15 | 37-9  | 41-10 | 21-18 | 19-7  | 33-30 | 29-26 | 20-30 | 24-20 | 31-25 | 29-13 | 23-18 | 26-22 |
| Union Bordeaux Bègles    | 23-15 | —     | 33-13 | 33-12 | 18-9  | 23-9  | 40-10 | 15-10 | 28-0  | 43-7  | 29-17 | 6-36  | 27-26 | 25-26 |
| CA Brive                 | 25-22 | 7-28  | —     | 13-16 | 20-16 | 27-31 | 26-31 | 22-27 | 22-17 | 22-24 | 38-43 | 17-19 | 26-17 | 7-45  |
| Castres olympique        | 39-22 | 23-18 | 12-6  | —     | 26-22 | 27-22 | 26-13 | 30-20 | 26-22 | 26-16 | 26-26 | 17-32 | 31-18 | 27-17 |
| ASM Clermont             | 20-25 | 23-23 | 38-10 | 41-26 | —     | 43-20 | 19-14 | 32-16 | 33-24 | 31-20 | 32-25 | 22-13 | 36-21 | 13-32 |
| Lyon OU                  | 53-19 | 36-21 | 27-30 | 26-20 | 34-14 | —     | 31-21 | 33-27 | 31-27 | 41-31 | 45-11 | 21-23 | 23-27 | 21-14 |
| Montpellier HR           | 35-14 | 29-19 | 26-27 | 19-28 | 34-6  | 26-33 | —     | 23-19 | 43-17 | 38-10 | 17-12 | 42-31 | 18-20 | 17-19 |
| Stade français           | 26-16 | 12-6  | 27-0  | 26-7  | 24-18 | 31-31 | 27-17 | —     | 37-3  | 52-3  | 13-17 | 27-14 | 12-17 | 19-10 |
| Section paloise          | 22-22 | 33-7  | 22-6  | 40-3  | 23-18 | 12-21 | 35-10 | 29-31 | —     | 16-14 | 38-19 | 32-36 | 17-34 | 26-16 |
| USA Perpignan            | 34-27 | 23-20 | 6-17  | 14-10 | 10-20 | 28-21 | 22-23 | 31-24 | 49-29 | —     | 30-21 | 10-29 | 19-13 | 26-21 |
| Racing 92                | 55-14 | 31-28 | 34-24 | 25-19 | 46-12 | 32-19 | 38-31 | 10-48 | 26-13 | 44-20 | —     | 39-36 | 43-7  | 35-39 |
| Stade rochelais          | 26-6  | 8-12  | 32-16 | 53-7  | 26-13 | 16-20 | 26-22 | 14-10 | 21-38 | 43-8  | 24-19 | —     | 32-5  | 30-7  |
| RC Toulon                | 40-25 | 35-19 | 47-0  | 28-20 | 30-29 | 21-3  | 16-26 | 37-9  | 27-16 | 37-15 | 14-31 | 8-23  | —     | 17-6  |
| Stade toulousain         | 21-16 | 31-17 | 54-10 | 22-18 | 46-10 | 36-31 | 23-9  | 16-16 | 34-10 | 34-13 | 37-10 | 26-17 | 28-8  | —     |

- Victoire à domicile
- Match nul
- Victoire à l'extérieur

Les points marqués par chaque équipe sont inscrits dans les colonnes centrales (3-4) alors que les essais marqués sont donnés dans les colonnes latérales (1-6). Les points de bonus sont symbolisés par une bordure bleue pour les bonus offensifs (trois essais de plus que l'adversaire), orange pour les bonus défensifs (défaite par moins de cinq points d'écart), rouge si les deux bonus sont cumulés.

#### Rencontres notables

##### Trophée Christophe Dominici
Les deux confrontations de la saison régulière entre le RC Toulon et le Stade français sont marquées par la deuxième édition du trophée Christophe Dominici, organisé en mémoire de l'international français décédé en novembre 2020. L'équipe victorieuse du trophée est celle qui a accumulé le plus de points terrain lors de ces deux rencontres.
Le match aller a lieu au Stade Jean-Bouin le 26 novembre 2022 à 21 h 05, lors de la 11e journée. Le RC Toulon s'impose 12 à 17 sur la pelouse du Stade français. Le Stade français obtient tout de même le point de bonus défensif.
| 11e journée 26 novembre 2022 21 h 05 | Stade français 0 pts + 1 Bd | 12 - 17 (3 - 0) | RC Toulon 4 pts | Stade Mayol, Toulon Arbitre : Ludovic Cayre Diffuseur : Canal+ |
| 11e journée 26 novembre 2022 21 h 05 |                             |                 |                 | Stade Mayol, Toulon Arbitre : Ludovic Cayre Diffuseur : Canal+ |
| 11e journée 26 novembre 2022 21 h 05 |                             |                 |                 | Stade Mayol, Toulon Arbitre : Ludovic Cayre Diffuseur : Canal+ |

Le match retour a lieu au stade Mayol, le 4 mars 2023 à 21 h 05, lors de la 20e journée. Le RC Toulon s'impose 37 à 9 sur sa pelouse et obtient le point de bonus offensif.
| 20e journée 4 mars 2023 21 h 05 | RC Toulon 4 pts + 1 Bo | 37 - 9 (20 - 9) | Stade français 0 pt | Stade Jean-Bouin, Paris Arbitre : Ludovic Cayre Diffuseur : Canal+ |
| 20e journée 4 mars 2023 21 h 05 |                        |                 |                     | Stade Jean-Bouin, Paris Arbitre : Ludovic Cayre Diffuseur : Canal+ |
| 20e journée 4 mars 2023 21 h 05 |                        |                 |                     | Stade Jean-Bouin, Paris Arbitre : Ludovic Cayre Diffuseur : Canal+ |

| Équipe         | Aller | Retour | Cumul |
| -------------- | ----- | ------ | ----- |
| RC Toulon      | 4     | 5      | 9     |
| Stade français | 1     | 0      | 1     |

##### Boxing Day
La 13e journée de la saison est marquée par le Boxing Day, se déroulant les jeudi 22, vendredi 23 et samedi 24 décembre 2022.
La LNR se mobilise durant cette journée au profit des Restos du cœur. Des collectes de fonds sont organisées par les clubs en amont de l'événement. Les maillots et les ballons des rencontres, à l'effigie de l'initiative, sont ensuite revendus lors d'une vente aux enchères afin de récolter des fonds pour l'association.
Le premier jour du Boxing Day voit la victoire du RC Toulon sur sa pelouse contre le Lyon OU.
| 13e journée 22 décembre 2022 21 h 00 | RC Toulon 4 pts | 21 - 3 (21 - 3) | Lyon OU 0 pt | Stade Mayol, Toulon Diffuseur : Canal+ Sport, C8 |
| 13e journée 22 décembre 2022 21 h 00 |                 |                 |              | Stade Mayol, Toulon Diffuseur : Canal+ Sport, C8 |
| 13e journée 22 décembre 2022 21 h 00 |                 |                 |              | Stade Mayol, Toulon Diffuseur : Canal+ Sport, C8 |

Le deuxième jour, dans le multi-rugby, le CA Brive remporte le derby auvergnat, contre l'ASM Clermont, la Section paloise fait match nul dans le derby basque contre l'Aviron bayonnais, le Montpellier HR remporte le derby occitan, contre l'USA Perpignan, l'Union Bordeaux Bègles l'emporte dans le derby de l'Atlantique sur la pelouse du Stade rochelais. Le Stade toulousain remporte le deuxième derby occitan, contre le Castres olympique.
| 13e journée 23 décembre 2022 18 h 45 | CA Brive 4 pts | 20 - 16 (3 - 13) | ASM Clermont 0 pt + 1 Bd | Stade Amédée-Domenech, Brive Diffuseur : Rugby+ |
| 13e journée 23 décembre 2022 18 h 45 |                |                  |                          | Stade Amédée-Domenech, Brive Diffuseur : Rugby+ |
| 13e journée 23 décembre 2022 18 h 45 |                |                  |                          | Stade Amédée-Domenech, Brive Diffuseur : Rugby+ |

| 13e journée 23 décembre 2022 18 h 45 | Section paloise 2 pts | 22 - 22 (22 - 16) | Aviron bayonnais 2 pts | Stade du Hameau, Pau Diffuseur : Rugby+ |
| 13e journée 23 décembre 2022 18 h 45 |                       |                   |                        | Stade du Hameau, Pau Diffuseur : Rugby+ |
| 13e journée 23 décembre 2022 18 h 45 |                       |                   |                        | Stade du Hameau, Pau Diffuseur : Rugby+ |

| 13e journée 23 décembre 2022 18 h 45 | Montpellier HR 4 pts + 1 Bo | 38 - 10 (19 - 0) | USA Perpignan 0 pt | GGL Stadium, Montpellier Diffuseur : Rugby+ |
| 13e journée 23 décembre 2022 18 h 45 |                             |                  |                    | GGL Stadium, Montpellier Diffuseur : Rugby+ |
| 13e journée 23 décembre 2022 18 h 45 |                             |                  |                    | GGL Stadium, Montpellier Diffuseur : Rugby+ |

| 13e journée 23 décembre 2022 18 h 45 | Stade rochelais 0 pt + 1 Bd | 8 - 12 (3 - 0) | Union Bordeaux Bègles 4 pts | Stade Marcel-Deflandre, La Rochelle Diffuseur : Rugby+ |
| 13e journée 23 décembre 2022 18 h 45 |                             |                |                             | Stade Marcel-Deflandre, La Rochelle Diffuseur : Rugby+ |
| 13e journée 23 décembre 2022 18 h 45 |                             |                |                             | Stade Marcel-Deflandre, La Rochelle Diffuseur : Rugby+ |

| 13e journée 23 décembre 2022 21 h 00 | Stade toulousain 4 pts | 22 - 18 (6 - 3) | Castres olympique 0 pt + 1 Bd | Stadium, Toulouse Diffuseur : Canal+ |
| 13e journée 23 décembre 2022 21 h 00 |                        |                 |                               | Stadium, Toulouse Diffuseur : Canal+ |
| 13e journée 23 décembre 2022 21 h 00 |                        |                 |                               | Stadium, Toulouse Diffuseur : Canal+ |

Lors de la dernière journée du boxing day, le Stade français remporte le derby francilien, contre le Racing 92.
| 13e journée 24 décembre 2022 15 h 00 | Racing 92 0 pts | 10 - 48 (10 - 23) | Stade français 4 pts + 1 Bo | Paris La Défense Arena, Nanterre Diffuseur : Canal+ |
| 13e journée 24 décembre 2022 15 h 00 |                 |                   |                             | Paris La Défense Arena, Nanterre Diffuseur : Canal+ |
| 13e journée 24 décembre 2022 15 h 00 |                 |                   |                             | Paris La Défense Arena, Nanterre Diffuseur : Canal+ |

### Barrage d'accession
Le club classé à la 13e place au classement à l'issue de la saison régulière dispute à l'extérieur un match d'accession contre le finaliste de Pro D2. Le gagnant joue en première division la saison suivante.
| Match d'accession 3 juin 2023 21 h 05 | FC Grenoble | 19 - 33 (16 - 11) | USA Perpignan | Stade des Alpes, Grenoble 19 662 spectateurs Arbitre : Adrien Descottes Diffuseur : Canal+ |
| Match d'accession 3 juin 2023 21 h 05 | Essai(s) : 1 Barthélémy (36e) Transformation(s) : 1 Trouilloud (38e) Pénalité(s) : 3 Trouilloud (20e, 34e, 60e) Drop(s) : 1 Trouilloud (25e) Carton(s) jaune(s) : 1 Berruyer (23e) | Rapport           | Essai(s) : 4 Tuilagi (6e), Lam (51e), Dubois (57e), McIntyre (65e) Transformation(s) : 2 Tedder (53e, 66e) Pénalité(s) : 3 Tedder (22e, 31e, 78e) Carton(s) jaune(s) : 1 McIntyre (36e) | Stade des Alpes, Grenoble 19 662 spectateurs Arbitre : Adrien Descottes Diffuseur : Canal+ |
| Match d'accession 3 juin 2023 21 h 05 | | Rapport           | | Stade des Alpes, Grenoble 19 662 spectateurs Arbitre : Adrien Descottes Diffuseur : Canal+ |

### Phase finale
Les six premiers au classement de la saison régulière participent à la phase finale. Les deux équipes les mieux classées accèdent directement aux demi-finales et y affrontent les gagnants des matchs de barrages, opposant les équipes classées de la 3e à la 6e place.
Les demi-finales se jouent sur terrain neutre, et les gagnants s'affrontent en finale pour le titre de champion de France.

#### Tableau final

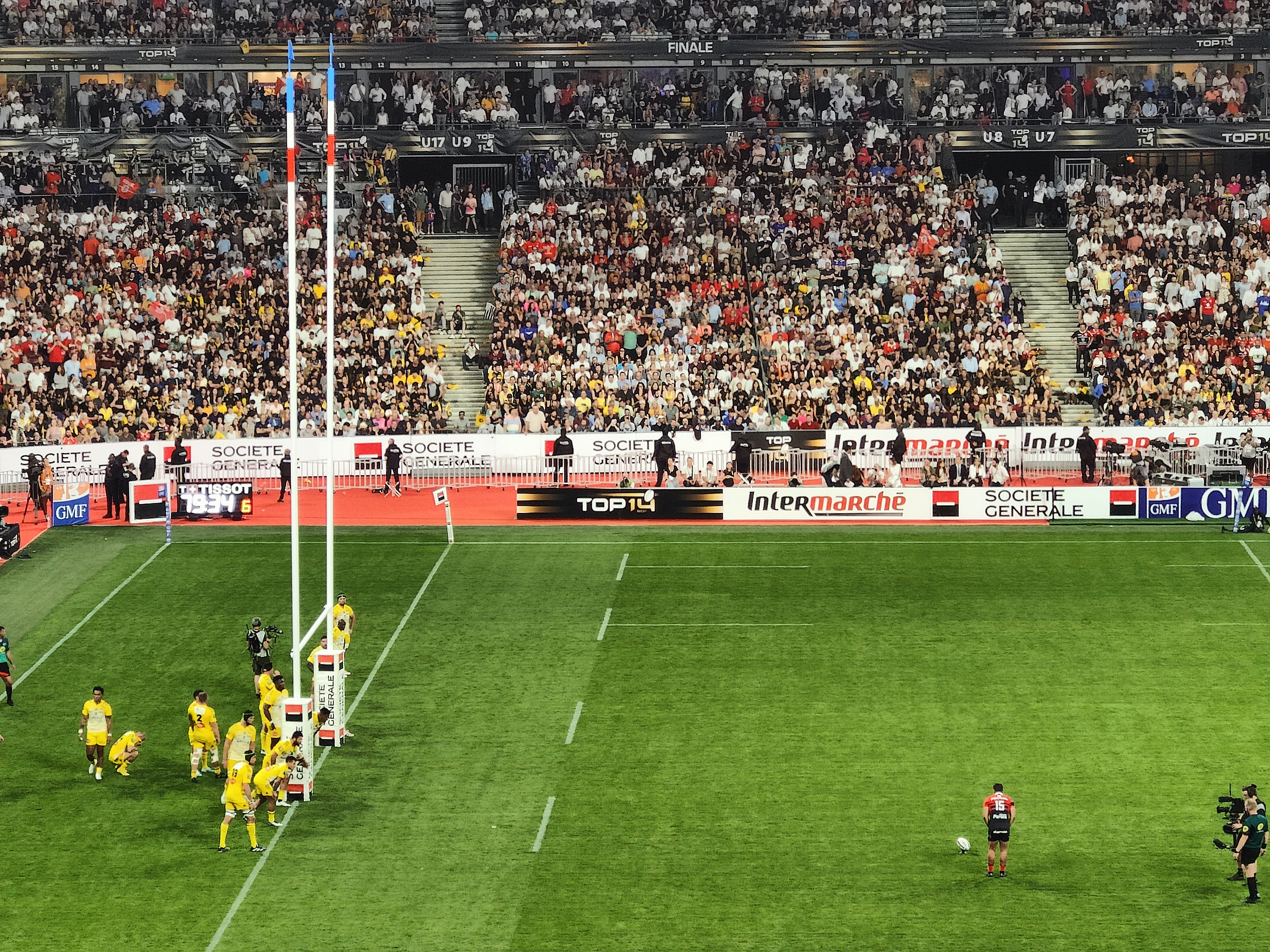
Thomas Ramos du Stade toulousain tirant une transformation lors de la finale du Top 14 contre le Stade rochelais.

|  | Barrages                  | Barrages                  | Barrages                                                  | Barrages                  |                                             |                      | Demi-finales                                             | Demi-finales                                             | Demi-finales                                             | Demi-finales                                             |  |  | Finale                                       | Finale                                       | Finale                                       | Finale                                       |
|  |                           |                           |                                                           |                           |                                             |                      |                                                          |                                                          |                                                          |                                                          |  |  |                                              |                                              |                                              |                                              |
|  |                           |                           |                                                           |                           |                                             |                      | 9 juin 2023 au Stade d'Anoeta, Saint-Sébastien (Espagne) | 9 juin 2023 au Stade d'Anoeta, Saint-Sébastien (Espagne) | 9 juin 2023 au Stade d'Anoeta, Saint-Sébastien (Espagne) | 9 juin 2023 au Stade d'Anoeta, Saint-Sébastien (Espagne) |  |  | 17 juin 2023 au Stade de France, Saint-Denis | 17 juin 2023 au Stade de France, Saint-Denis | 17 juin 2023 au Stade de France, Saint-Denis | 17 juin 2023 au Stade de France, Saint-Denis |
|  |                           |                           |                                                           |                           |                                             |                      | 9 juin 2023 au Stade d'Anoeta, Saint-Sébastien (Espagne) | 9 juin 2023 au Stade d'Anoeta, Saint-Sébastien (Espagne) | 9 juin 2023 au Stade d'Anoeta, Saint-Sébastien (Espagne) | 9 juin 2023 au Stade d'Anoeta, Saint-Sébastien (Espagne) |  |  | 17 juin 2023 au Stade de France, Saint-Denis | 17 juin 2023 au Stade de France, Saint-Denis | 17 juin 2023 au Stade de France, Saint-Denis | 17 juin 2023 au Stade de France, Saint-Denis |
|  |                           |                           |                                                           |                           |                                             |                      | 9 juin 2023 au Stade d'Anoeta, Saint-Sébastien (Espagne) | 9 juin 2023 au Stade d'Anoeta, Saint-Sébastien (Espagne) | 9 juin 2023 au Stade d'Anoeta, Saint-Sébastien (Espagne) | 9 juin 2023 au Stade d'Anoeta, Saint-Sébastien (Espagne) |  |  | 17 juin 2023 au Stade de France, Saint-Denis | 17 juin 2023 au Stade de France, Saint-Denis | 17 juin 2023 au Stade de France, Saint-Denis | 17 juin 2023 au Stade de France, Saint-Denis |
|  |                           |                           |                                                           |                           |                                             |                      | 9 juin 2023 au Stade d'Anoeta, Saint-Sébastien (Espagne) | 9 juin 2023 au Stade d'Anoeta, Saint-Sébastien (Espagne) | 9 juin 2023 au Stade d'Anoeta, Saint-Sébastien (Espagne) | 9 juin 2023 au Stade d'Anoeta, Saint-Sébastien (Espagne) |  |  | 17 juin 2023 au Stade de France, Saint-Denis | 17 juin 2023 au Stade de France, Saint-Denis | 17 juin 2023 au Stade de France, Saint-Denis | 17 juin 2023 au Stade de France, Saint-Denis |
|  |                           |                           |                                                           |                           |                                             |                      | 9 juin 2023 au Stade d'Anoeta, Saint-Sébastien (Espagne) | 9 juin 2023 au Stade d'Anoeta, Saint-Sébastien (Espagne) | 9 juin 2023 au Stade d'Anoeta, Saint-Sébastien (Espagne) | 9 juin 2023 au Stade d'Anoeta, Saint-Sébastien (Espagne) |  |  | 17 juin 2023 au Stade de France, Saint-Denis | 17 juin 2023 au Stade de France, Saint-Denis | 17 juin 2023 au Stade de France, Saint-Denis | 17 juin 2023 au Stade de France, Saint-Denis |
|  | [1] Stade toulousain      | [1] Stade toulousain      | 41                                                        | 41                        |                                             |                      |                                                          |                                                          |                                                          |                                                          |  |  | 17 juin 2023 au Stade de France, Saint-Denis | 17 juin 2023 au Stade de France, Saint-Denis | 17 juin 2023 au Stade de France, Saint-Denis | 17 juin 2023 au Stade de France, Saint-Denis |
|  | [1] Stade toulousain      | [1] Stade toulousain      | 41                                                        | 41                        | 3 juin 2023 au Stade Jean Bouin, Paris      |                      |                                                          |                                                          |                                                          |                                                          |  |  | 17 juin 2023 au Stade de France, Saint-Denis | 17 juin 2023 au Stade de France, Saint-Denis | 17 juin 2023 au Stade de France, Saint-Denis | 17 juin 2023 au Stade de France, Saint-Denis |
|  |                           |                           | [5] Racing 92                                             | [5] Racing 92             | 14                                          | 14                   |                                                          |                                                          |                                                          |                                                          |  |  | 17 juin 2023 au Stade de France, Saint-Denis | 17 juin 2023 au Stade de France, Saint-Denis | 17 juin 2023 au Stade de France, Saint-Denis | 17 juin 2023 au Stade de France, Saint-Denis |
|  | [4] Stade français        | [4] Stade français        | [5] Racing 92                                             | [5] Racing 92             | 14                                          | 14                   | 20                                                       | 20                                                       |                                                          |                                                          |  |  | 17 juin 2023 au Stade de France, Saint-Denis | 17 juin 2023 au Stade de France, Saint-Denis | 17 juin 2023 au Stade de France, Saint-Denis | 17 juin 2023 au Stade de France, Saint-Denis |
|  | [4] Stade français        | [4] Stade français        | 10 juin 2023 au Stade d'Anoeta, Saint-Sébastien (Espagne) |                           |                                             |                      | 20                                                       | 20                                                       |                                                          |                                                          |  |  | 17 juin 2023 au Stade de France, Saint-Denis | 17 juin 2023 au Stade de France, Saint-Denis | 17 juin 2023 au Stade de France, Saint-Denis | 17 juin 2023 au Stade de France, Saint-Denis |
|  | [5] Racing 92             | [5] Racing 92             | 33                                                        | 33                        |                                             |                      |                                                          |                                                          |                                                          |                                                          |  |  | 17 juin 2023 au Stade de France, Saint-Denis | 17 juin 2023 au Stade de France, Saint-Denis | 17 juin 2023 au Stade de France, Saint-Denis | 17 juin 2023 au Stade de France, Saint-Denis |
|  | [5] Racing 92             | [5] Racing 92             | 33                                                        | 33                        | [1] Stade toulousain                        | [1] Stade toulousain | 29                                                       | 29                                                       |                                                          |                                                          |  |  |                                              |                                              |                                              |                                              |
|  |                           |                           |                                                           |                           | [1] Stade toulousain                        | [1] Stade toulousain | 29                                                       | 29                                                       |                                                          |                                                          |  |  |                                              |                                              |                                              |                                              |
|  |                           |                           | [2] Stade rochelais                                       | [2] Stade rochelais       | 26                                          | 26                   |                                                          |                                                          |                                                          |                                                          |  |  |                                              |                                              |                                              |                                              |
|  |                           |                           |                                                           |                           | 26                                          | 26                   |                                                          |                                                          |                                                          |                                                          |  |  |                                              |                                              |                                              |                                              |
|  |                           |                           |                                                           |                           |                                             |                      |                                                          |                                                          |                                                          |                                                          |  |  |                                              |                                              |                                              |                                              |
|  |                           |                           |                                                           |                           |                                             |                      |                                                          |                                                          |                                                          |                                                          |  |  |                                              |                                              |                                              |                                              |
|  | [2] Stade rochelais       | [2] Stade rochelais       | 24                                                        | 24                        |                                             |                      |                                                          |                                                          |                                                          |                                                          |  |  |                                              |                                              |                                              |                                              |
|  | [2] Stade rochelais       | [2] Stade rochelais       | 24                                                        | 24                        | 4 juin 2023 au Matmut Stadium Gerland, Lyon |                      |                                                          |                                                          |                                                          |                                                          |  |  |                                              |                                              |                                              |                                              |
|  |                           |                           | [6] Union Bordeaux Bègles                                 | [6] Union Bordeaux Bègles | 13                                          | 13                   |                                                          |                                                          |                                                          |                                                          |  |  |                                              |                                              |                                              |                                              |
|  | [3] Lyon OU               | [3] Lyon OU               | [6] Union Bordeaux Bègles                                 | [6] Union Bordeaux Bègles | 13                                          | 13                   | 25                                                       | 25                                                       |                                                          |                                                          |  |  |                                              |                                              |                                              |                                              |
|  | [3] Lyon OU               | [3] Lyon OU               |                                                           |                           |                                             |                      |                                                          | 25                                                       |                                                          |                                                          |  |  |                                              |                                              |                                              |                                              |
|  | [6] Union Bordeaux Bègles | [6] Union Bordeaux Bègles | 32                                                        | 32                        |                                             |                      |                                                          |                                                          |                                                          |                                                          |  |  |                                              |                                              |                                              |                                              |
|  | [6] Union Bordeaux Bègles | [6] Union Bordeaux Bègles | 32                                                        | 32                        |                                             |                      |                                                          |                                                          |                                                          |                                                          |  |  |                                              |                                              |                                              |                                              |
|  |                           |                           |                                                           |                           |                                             |                      |                                                          |                                                          |                                                          |                                                          |  |  |                                              |                                              |                                              |                                              |

#### Barrages
Les matchs de barrage ont lieu le weekend du 3 juin 2023 dans les stades des équipes qualifiées les mieux classées.
| Barrage 3 juin 2023 14 h 00 | Stade français | 20 - 33 (17 - 17) | Racing 92 | Stade Jean Bouin, Paris Diffuseur : Canal+ |
| Barrage 3 juin 2023 14 h 00 |                |                   |           | Stade Jean Bouin, Paris Diffuseur : Canal+ |
| Barrage 3 juin 2023 14 h 00 |                |                   |           | Stade Jean Bouin, Paris Diffuseur : Canal+ |

| Barrage 4 juin 2023 21 h 05 | Lyon OU | 25 - 32 (14 - 8) | Union Bordeaux Bègles | Matmut Stadium Gerland Diffuseur : Canal+ |
| Barrage 4 juin 2023 21 h 05 |         |                  |                       | Matmut Stadium Gerland Diffuseur : Canal+ |
| Barrage 4 juin 2023 21 h 05 |         |                  |                       | Matmut Stadium Gerland Diffuseur : Canal+ |

#### Demi-finales
Les demi-finales du championnat ont lieu le weekend du 10 juin 2023.
| Demi-finale 9 juin 2023 21 h 5 | Stade toulousain | 41 - 14 (20-0) | Racing 92                                                                       | Stade d'Anoeta, Saint-Sébastien 39 252 spectateurs Arbitre : Mathieu Raynal |
| Demi-finale 9 juin 2023 21 h 5 | Essai(s) : 5 Lebel (19e), Meafou (24e), Roumat (50e), Retière (57e), Cros (80e) Transformation(s) : 5 Ramos (20e,25e,51e,58e,80e+1) Pénalité(s) : 2 Ramos (34e,41e) | Rapport        | Essai(s) : 2 Fickou (70e), Diallo (75e) Transformation(s) : 2 Russell (71e,76e) | Stade d'Anoeta, Saint-Sébastien 39 252 spectateurs Arbitre : Mathieu Raynal |
| Demi-finale 9 juin 2023 21 h 5 | | Rapport        |                                                                                 | Stade d'Anoeta, Saint-Sébastien 39 252 spectateurs Arbitre : Mathieu Raynal |

| Demi-finale 10 juin 2023 17 h 00 | Stade rochelais | 24 - 13 (21 - 3) | Union Bordeaux Bègles                                           | Stade d'Anoeta, Saint-Sébastien 39 314 spectateurs Arbitre : Adrien Marbot Diffuseur : Canal+ |
| Demi-finale 10 juin 2023 17 h 00 | Essai(s) : 3 Leyds (9e), Bourgarit (22e), Paul Boudehent (38e) Transformation(s) : 3 Hastoy (10e, 23e, 39e) Pénalité(s) : 1 Hastoy (69e) Carton(s) jaune(s) : 1 Boudehent (50e) |                  | Essai(s) : de pénalité (49e) Pénalité(s) : 2 Jalibert (3e, 44e) | Stade d'Anoeta, Saint-Sébastien 39 314 spectateurs Arbitre : Adrien Marbot Diffuseur : Canal+ |
| Demi-finale 10 juin 2023 17 h 00 | |                  |                                                                 | Stade d'Anoeta, Saint-Sébastien 39 314 spectateurs Arbitre : Adrien Marbot Diffuseur : Canal+ |

#### Finale
La finale du championnat a lieu le 17 juin 2023 au Stade de France, à Saint-Denis. Elle oppose le Stade rochelais au Stade toulousain, donnant la même affiche qu'en 2021,.
Dans un match très serré, Toulouse s'impose en fin de match et l'emporte 29 à 26 grâce à un essai de Romain Ntamack,. Les Rouge et noir remportent alors leur 22e bouclier de Brennus.
| Finale 17 juin 2023 21 h 5 | Stade toulousain | 29 - 26 (13-13) | Stade rochelais | Stade de France, Saint-Denis 79 804 spectateurs Arbitre : Tual Trainini |
| Finale 17 juin 2023 21 h 5 | Essai(s) : 2 Chocobares (23e), Ntamack (78e) Transformation(s) : 2 Ramos (24e), (79e) Pénalité(s) : 5 Ramos (10e), (21e), (51e), (60e), (63e) | Rapport         | Essai(s) : 2 Kerr-Barlow (39e), Atonio (45e) Transformation(s) : 2 Hastoy (40e), (46e) Pénalité(s) : 4 Hastoy (16e), (30e), (67e), (71e) | Stade de France, Saint-Denis 79 804 spectateurs Arbitre : Tual Trainini |
| Finale 17 juin 2023 21 h 5 | | Rapport         | | Stade de France, Saint-Denis 79 804 spectateurs Arbitre : Tual Trainini |

## Statistiques

### Évolution du classement
| Journée →             | 1  | 2  | 3  | 4  | 5  | 6  | 7  | 8  | 9  | 10 | 11 | 12 | 13 | 14 | 15 | 16 | 17 | 18 | 19 | 20 | 21 | 22 | 23 | 24 | 25 | 26 | Q  | R  |
| Club                  |    |    |    |    |    |    |    |    |    |    |    |    |    |    |    |    |    |    |    |    |    |    |    |    |    |    |    |    |
| --------------------- | -- | -- | -- | -- | -- | -- | -- | -- | -- | -- | -- | -- | -- | -- | -- | -- | -- | -- | -- | -- | -- | -- | -- | -- | -- | -- | -- | -- |
| Aviron bayonnais      | 14 | 11 | 13 | 10 | 11 | 7  | 10 | 9  | 8  | 6  | 8  | 7  | 6  | 5  | 7  | 5  | 6  | 6  | 5  | 6  | 8  | 8  | 8  | 8  | 7  | 8  | 8  | 2  |
| Union Bordeaux Bègles | 8  | 13 | 9  | 13 | 7  | 12 | 9  | 10 | 10 | 11 | 11 | 8  | 7  | 6  | 4  | 6  | 7  | 7  | 6  | 5  | 5  | 7  | 4  | 4  | 5  | 6  | 10 | 2  |
| CA Brive              | 10 | 3  | 8  | 12 | 6  | 11 | 12 | 12 | 14 | 14 | 14 | 14 | 14 | 13 | 13 | 13 | 13 | 14 | 14 | 14 | 14 | 14 | 14 | 14 | 14 | 14 | 2  | 18 |
| Castres olympique     | 13 | 6  | 12 | 8  | 9  | 9  | 7  | 7  | 5  | 10 | 12 | 11 | 12 | 10 | 11 | 10 | 11 | 11 | 11 | 11 | 11 | 11 | 9  | 11 | 10 | 9  | 2  | 1  |
| ASM Clermont          | 12 | 7  | 10 | 4  | 4  | 6  | 4  | 6  | 7  | 9  | 10 | 10 | 10 | 11 | 10 | 11 | 10 | 10 | 9  | 10 | 10 | 10 | 11 | 9  | 10 | 10 | 5  |    |
| Stade rochelais       | 5  | 2  | 1  | 3  | 2  | 3  | 2  | 3  | 3  | 2  | 2  | 4  | 5  | 3  | 3  | 3  | 4  | 4  | 4  | 2  | 2  | 2  | 2  | 2  | 2  | 2  | 26 |    |
| Lyon OU               | 4  | 5  | 11 | 5  | 12 | 10 | 7  | 5  | 9  | 5  | 4  | 6  | 9  | 9  | 8  | 7  | 3  | 3  | 3  | 4  | 4  | 5  | 6  | 4  | 6  | 3  | 17 |    |
| Montpellier HR        | 11 | 4  | 3  | 2  | 3  | 4  | 8  | 11 | 11 | 7  | 5  | 5  | 4  | 7  | 6  | 8  | 8  | 9  | 10 | 9  | 9  | 9  | 10 | 10 | 9  | 11 | 9  |    |
| Stade français Paris  | 3  | 9  | 5  | 6  | 10 | 5  | 3  | 2  | 2  | 4  | 6  | 3  | 2  | 2  | 2  | 2  | 2  | 2  | 2  | 3  | 3  | 3  | 3  | 3  | 3  | 4  | 24 |    |
| Section paloise       | 6  | 12 | 6  | 11 | 14 | 14 | 13 | 13 | 12 | 12 | 9  | 11 | 11 | 12 | 12 | 12 | 12 | 12 | 12 | 13 | 12 | 12 | 12 | 12 | 12 | 12 | 2  | 5  |
| USA Perpignan         | 9  | 14 | 14 | 14 | 13 | 13 | 14 | 14 | 13 | 13 | 13 | 13 | 13 | 14 | 14 | 14 | 14 | 13 | 13 | 12 | 13 | 13 | 13 | 13 | 13 | 13 |    | 24 |
| Racing 92             | 2  | 8  | 4  | 9  | 8  | 8  | 11 | 8  | 6  | 3  | 3  | 2  | 3  | 3  | 5  | 4  | 5  | 5  | 7  | 8  | 7  | 6  | 7  | 4  | 4  | 5  | 16 |    |
| RC Toulon             | 1  | 10 | 7  | 7  | 5  | 2  | 5  | 4  | 4  | 8  | 7  | 9  | 8  | 8  | 9  | 9  | 9  | 8  | 8  | 7  | 6  | 4  | 5  | 7  | 8  | 7  | 9  |    |
| Stade toulousain      | 7  | 1  | 2  | 1  | 1  | 1  | 1  | 1  | 1  | 1  | 1  | 1  | 1  | 1  | 1  | 1  | 1  | 1  | 1  | 1  | 1  | 1  | 1  | 1  | 1  | 1  | 25 |    |

- Qualification pour les demi-finales.
- Qualification pour les barrages.
- Qualification pour la Champions Cup 2023-2024
- Participation au barrage de promotion-relégation face au finaliste de Pro D2 2022-2023.
- Relégation en Pro D2 pour la saison suivante.
- X.1 : Nombre de matchs en retard.

### État de forme des équipes
| Journée ╱ Équipe      | 1                | 2 | 3 | 4 | 5 | 6 | 7 | 8 | 9 | 10 | 11 | 12 | 13 | 14 | 15 | 16 | 17 | 18 | 19 | 20 | 21 | 22 | 23 | 24 | 25 | 26 |   |
| --------------------- | ---------------- | - | - | - | - | - | - | - | - | -- | -- | -- | -- | -- | -- | -- | -- | -- | -- | -- | -- | -- | -- | -- | -- | -- | - |
| Journée ╱ Équipe      | Aviron bayonnais | D | V | D | V | D | V | D | V | V  | V  | D  | V  | N  | V  | D  | V  | D  | V  | V  | D  | D  | D  | V  | D  | V  | D |
| Union Bordeaux Bègles | D                | D | V | D | V | D | V | N | V | D  | D  | V  | V  | V  | V  | D  | D  | V  | V  | V  | D  | D  | V  | D  | V  | D  |   |
| CA Brive              | D                | V | D | D | V | D | D | D | D | D  | D  | D  | V  | V  | V  | D  | D  | D  | D  | D  | D  | D  | V  | V  | D  | D  |   |
| Castres olympique     | D                | V | D | V | D | V | V | D | V | D  | D  | V  | D  | N  | D  | V  | D  | D  | D  | V  | V  | V  | V  | D  | V  | V  |   |
| ASM Clermont          | D                | V | D | V | V | D | V | N | D | D  | D  | V  | D  | D  | V  | D  | V  | D  | V  | D  | V  | D  | D  | V  | D  | V  |   |
| Lyon OU               | V                | D | D | V | D | V | V | V | D | V  | V  | D  | D  | D  | V  | V  | V  | V  | V  | D  | D  | D  | D  | V  | N  | V  |   |
| Montpellier HR        | D                | V | V | V | D | D | D | D | V | V  | V  | D  | V  | D  | V  | D  | D  | D  | D  | V  | V  | D  | D  | D  | V  | D  |   |
| Stade français Paris  | V                | D | V | D | D | V | V | V | D | N  | D  | V  | V  | V  | V  | D  | V  | D  | V  | D  | D  | V  | V  | D  | N  | D  |   |
| Section paloise       | V                | D | V | D | D | D | D | D | V | V  | V  | D  | N  | D  | D  | D  | V  | D  | D  | D  | V  | V  | D  | V  | D  | D  |   |
| USA Perpignan         | D                | D | D | V | V | D | D | D | V | D  | V  | D  | D  | D  | D  | V  | V  | V  | D  | V  | D  | D  | V  | D  | V  | D  |   |
| Racing 92             | V                | D | V | D | D | V | D | V | V | V  | V  | V  | D  | N  | D  | V  | D  | V  | D  | D  | V  | V  | D  | V  | V  | D  |   |
| Stade rochelais       | V                | V | V | D | V | D | V | D | D | V  | V  | D  | D  | V  | V  | D  | D  | V  | V  | V  | V  | V  | V  | V  | D  | V  |   |
| RC Toulon             | V                | D | V | D | V | V | D | V | D | D  | V  | D  | V  | D  | D  | V  | V  | V  | D  | V  | V  | V  | D  | D  | D  | V  |   |
| Stade toulousain      | V                | V | D | V | V | V | V | V | D | N  | D  | V  | V  | V  | D  | V  | V  | D  | V  | V  | D  | V  | D  | V  | D  | V  |   |

Séries de victoires : 7
- Stade rochelais (de la 18e à la 24e journée)

Séries de matchs sans défaite : 7
- Stade rochelais (de la 18e à la 24e journée)

Séries de défaites : 7
- CA Brive (de la 6e à la 12e journée)
- CA Brive (de la 16e à la 22e journée)

Séries de matchs sans victoire : 7
- CA Brive (de la 6e à la 12e journée)
- CA Brive (de la 16e à la 22e journée)

### Meilleurs réalisateurs
Le joueur du Racing 92, Finn Russel, termine meilleur réalisateur de la saison avec 241 points marqués, devançant d'un point le Parisien Joris Segonds (240 points) et le Rochelais Antoine Hastoy (232 points).
| Rang | Joueur               | Club                      | Poste            | Points | Essais | Transf. | Pén. | Drop |
| ---- | -------------------- | ------------------------- | ---------------- | ------ | ------ | ------- | ---- | ---- |
| 1    | Finn Russell         | Racing 92                 | Demi d'ouverture | 241    | 2      | 42      | 49   | -    |
| 2    | Joris Segonds        | Stade français            | Demi d'ouverture | 240    | 1      | 26      | 60   | 1    |
| 3    | Antoine Hastoy       | Stade rochelais           | Demi d'ouverture | 232    | 3      | 38      | 46   | 1    |
| 4    | Thomas Ramos         | Stade toulousain          | Arrière          | 223    | 5      | 42      | 36   | 2    |
| 5    | Louis Carbonel       | Montpellier Hérault rugby | Demi d'ouverture | 208    | 2      | 33      | 44   | -    |
| 6    | Zack Henry           | Section paloise           | Demi d'ouverture | 204    | -      | 30      | 48   | -    |
| 7    | Benjamin Urdapilleta | Castres olympique         | Demi d'ouverture | 196    | 1      | 22      | 49   | -    |
| 8    | Léo Berdeu           | Lyon OU                   | Demi d'ouverture | 192    | 1      | 44      | 33   | -    |
| 9    | Tristan Tedder       | USA Perpignan             | Demi d'ouverture | 188    | 6      | 25      | 35   | 1    |
| 10   | Camille Lopez        | Aviron bayonnais          | Demi d'ouverture | 182    | 1      | 27      | 34   | 7    |

### Meilleurs marqueurs
Émilien Gailleton termine meilleur marqueur d'essais de la saison avec 14 réalisations, devançant Ethan Dumortier et Alivereti Raka ayant marqué respectivement 11 et 10 essais chacun.
| Rang | Joueur            | Club                  | Poste    | Essais |
| ---- | ----------------- | --------------------- | -------- | ------ |
| 1    | Émilien Gailleton | Section paloise       | Centre   | 14     |
| 2    | Ethan Dumortier   | Lyon OU               | Ailier   | 11     |
| 3    | Alivereti Raka    | ASM Clermont          | Ailier   | 10     |
| 4    | Santiago Cordero  | Union Bordeaux Bègles | Ailier   | 9      |
| 4    | Josua Tuisova     | Lyon OU               | Ailier   | 9      |
| 4    | Emmanuel Meafou   | Stade toulousain      | 2e ligne | 9      |
| 4    | Madosh Tambwe     | Union Bordeaux Bègles | Ailier   | 9      |
| 5    | Duncan Paia'aua   | RC Toulon             | Centre   | 8      |
| 5    | Jiuta Wainiqolo   | RC Toulon             | Ailier   | 8      |

## Récompenses

### Joueur du week-end
Après chaque journée, les internautes votent sur le site de la LNR pour élire le joueur du week-end.
| Journée | Joueur               | Club              | Autres nommés                    |
| ------- | -------------------- | ----------------- | -------------------------------- |
| 1re     | Grégory Alldritt     | Stade rochelais   | Enzo Benmegal Charles Ollivon    |
| 2e      | Antoine Dupont       | Stade toulousain  | Louis Carbonel Sireli Maqala     |
| 3e      | Jiuta Wainiqolo      | RC Toulon         | Maxime Lucu Jack Maddocks        |
| 4e      | Ange Capuozzo        | Stade toulousain  | Arthur Iturria Davit Niniashvili |
| 5e      | Grégory Alldritt     | Stade rochelais   | Louis Carbonel Jiuta Wainiqolo   |
| 6e      | Thomas Ramos         | Stade toulousain  | Camille Lopez Waisea Nayacalevu  |
| 7e      | Benjamín Urdapilleta | Castres olympique | Ethan Dumortier Harry Glover     |
| 8e      | Thomas Ramos         | Stade toulousain  | Finn Russell Madosh Tambwe       |
| 9e      |                      |                   |                                  |
| 10e     | Louis Carbonel       | Montpellier HR    |                                  |
| 11e     |                      |                   |                                  |
| 12e     | Camille Lopez        | Aviron bayonnais  |                                  |
| 13e     | Nicolas Sanchez      | CA Brive          |                                  |

| Journée | Joueur         | Club             | Autres nommés |
| ------- | -------------- | ---------------- | ------------- |
| 14e     |                |                  |               |
| 15e     | Reda Wardi     | Stade rochelais  |               |
| 16e     |                |                  |               |
| 17e     | Josua Tuisova  | LOU              |               |
| 18e     | Camille Lopez  | Aviron bayonnais |               |
| 19e     |                |                  |               |
| 20e     | Baptiste Serin | RC Toulon        |               |
| 21e     |                |                  |               |
| 22e     |                |                  |               |
| 23e     |                |                  |               |
| 24e     |                |                  |               |
| 25e     |                |                  |               |
| 26e     |                |                  |               |

### Joueur du mois
Tous les mois, les internautes votent sur le site de la LNR pour élire le joueur du mois. La récompense est décernée en partenariat avec la Société générale.
| Mois      | Premier          | Premier          | Premier | Deuxième           | Deuxième              | Deuxième | Troisième       | Troisième         | Troisième |
| Mois      | Joueur           | Club             | Votes   | Joueur             | Club                  | Votes    | Joueur          | Club              | Votes     |
| --------- | ---------------- | ---------------- | ------- | ------------------ | --------------------- | -------- | --------------- | ----------------- | --------- |
| Septembre | Grégory Alldritt | Stade rochelais  | 61%     | Louis Carbonel     | Montpellier HR        | 20%      | Jiuta Wainiqolo | RC Toulon         | 19%       |
| Octobre   | Thomas Ramos     | Stade toulousain | 76%     | Sireli Maqala      | Aviron bayonnais      | 13%      | Finn Russell    | Racing 92         | 11%       |
| Novembre  | Yoan Tanga       | Stade rochelais  | 60%     | Jack Maddocks      | Section paloise       | 25%      | Christian Wade  | Racing 92         | 15%       |
| Décembre  | Camille Lopez    | Aviron bayonnais | 45%     | Matthieu Jalibert  | Union Bordeaux Bègles | 38%      | Sekou Macalou   | Stade français    | 17%       |
| Janvier   | Antoine Hastoy   | Stade rochelais  | 71%     | Alexandre Bécognée | Montpellier HR        | 16%      | Josua Tuisova   | Lyon OU           | 13%       |
| Février   | Camille Lopez    | Aviron bayonnais | 60%     | Josua Tuisova      | Lyon OU               | 25%      | Facundo Isa     | RC Toulon         | 15%       |
| Mars      | Baptiste Serin   | RC Toulon        | 45%     | Levani Botia       | Stade rochelais       | 37%      | Zack Henry      | Section paloise   | 18%       |
| Avril     | Kyle Hatherell   | Stade rochelais  | 41%     | Marcos Kremer      | Stade français        | 30%      | Vilimoni Botitu | Castres olympique | 29%       |
| Mai       | Emmanuel Meafou  | Stade toulousain | 54%     | Baptiste Couilloud | Lyon OU               | 33%      | George Moala    | ASM Clermont      | 13%       |

### XV de la saison
A l'issue de la saison, durant l'été, les internautes votent sur le site de la LNR pour former le XV de la saison. Le 19 juillet 2023, l'équipe type est dévoilée.
| Avants | Arrières |
| --- | --- |
| 1 Reda Wardi, Stade rochelais 2 Julien Marchand, Stade toulousain 3 Uini Atonio, Stade rochelais 4 Richie Arnold, Stade toulousain 5 Emmanuel Meafou, Stade toulousain 6 Mahamadou Diaby, Union Bordeaux Bègles 7 Sekou Macalou, Stade français 8 Grégory Alldritt, Stade rochelais | 90 Antoine Dupont, Stade toulousain 10 Camille Lopez, Aviron bayonnais 11 Ethan Dumortier, Lyon OU 12 Josua Tuisova, Lyon OU 13 Émilien Gailleton, Section paloise 14 Jiuta Wainiqolo,RC Toulon 15 Thomas Ramos, Stade toulousain |